# Sommer-Paralympics 2016/Teilnehmer (Marokko)
| stlisierte Goldmedaille | stlisierte Silbermedaille | stlisierte Bronzemedaille |
| ----------------------- | ------------------------- | ------------------------- |
| 3                       | 2                         | 2                         |

Marokko entsandte sechs Athletinnen und 18 Athleten zu den Paralympischen Sommerspielen 2016 in Rio de Janeiro,  die in vier Sportarten antraten. Fahnenträger für Marokko bei der Eröffnungsfeier war der Leichtathlet Azeddine Nouiri.

## Medaillen

### Medaillenspiegel
| Rang   | Sportart       | Gold | Silber | Bronze | Gesamt |
| ------ | -------------- | ---- | ------ | ------ | ------ |
| 1      | Leichtathletik | 3    | 2      | 1      | 6      |
| 2      | Triathlon      | 0    | 0      | 1      | 1      |
| Gesamt | Gesamt         | 3    | 2      | 2      | 7      |

## Teilnehmer nach Sportart

### 5er-Fußball
| Wettbewerb       | Männer |
| ---------------- | --- |
| Athleten         | Imad Berka M'hamed Daoudi Othmane Driouch Hassan El Makkaoui Ahmed Elazouzi Houssam Ghili Abderrazak Hattab Zouhair Snisla |
| Gruppenphase     | Brasilien (1:3) Iran (0:2) Türkei (1:1)                                                                                    |
| Spiel um Platz 7 | Mexiko (0:2) |
| Rang             | 8 |

### Leichtathletik
Laufen
| Athleten           | Wettbewerb   | Vorlauf | Vorlauf | Halbfinale | Halbfinale | Finale       | Finale | Rang |
| Athleten           | Wettbewerb   | Zeit    | Rang    | Zeit       | Rang       | Zeit         | Rang   | Rang |
| ------------------ | ------------ | ------- | ------- | ---------- | ---------- | ------------ | ------ | ---- |
| Männer             |              |         |         |            |            |              |        |      |
| Mahdi Afri         | 200 m T12    | 22,69 s | 1       | 22,58 s    | 2          | 22,57 s      | 3      |      |
| Mahdi Afri         | 400 m T12    | 49,32 s | 1       | 49,34 s    | 2          | 49,00 s      | 2      |      |
| Mohamed Amguoun    | 400 m T13    | 48,82 s | 1       | —          | —          | 47,15 s      | 1      |      |
| Youssef Benibrahim | 1500 m T13   | —       | —       | —          | —          | 3:56,80 min  | 8      | 8    |
| Abdelillah Mame    | 1500 m T13   | —       | —       | —          | —          | 4:08,93 min  | 13     | 13   |
| Hafid Aharak       | 1500 m T37   | —       | —       | —          | —          | 4:20,43 min  | 4      | 4    |
| El Amin Chentouf   | 5000 m T13   | —       | —       | —          | —          | 14:21,04 min | 2      |      |
| Youssef Benibrahim | 5000 m T13   | —       | —       | —          | —          | 15:06,43 min | 6      | 6    |
| El Amin Chentouf   | Marathon T12 | —       | —       | —          | —          | 2:32:17 h    | 1      |      |
| Abdelhadi El Harti | Marathon T46 | —       | —       | —          | —          | DNF          | DNF    | DNF  |
| Frauen             |              |         |         |            |            |              |        |      |
| Sanaa Benhama      | 100 m T13    | 12,53 s | 4       | —          | —          | 12,49 s      | 7      | 7    |
| Sanaa Benhama      | 400 m T13    | —       | —       | —          | —          | 58,40 s      | 6      | 6    |

Springen und Werfen
| Athleten         | Wettbewerb       | Finale  | Finale | Rang |
| Athleten         | Wettbewerb       | Weite   | Rang   | Rang |
| ---------------- | ---------------- | ------- | ------ | ---- |
| Männer           |                  |         |        |      |
| Youssef Ouaddali | Kugelstoßen F32  | 7,56 m  | 8      | 8    |
| Azeddine Nouiri  | Kugelstoßen F34  | 11,28 m | 1      |      |
| Azeddine Nouiri  | Speerwerfen F34  | 27,70 m | 7      | 7    |
| Frauen           |                  |         |        |      |
| Hayat El Garaa   | Diskuswerfen F41 | 25,72 m | 5      | 5    |
| Hasnaa Moubal    | Diskuswerfen F41 | 17,20 m | 12     | 12   |
| Saida Amoudi     | Kugelstoßen F34  | 7,52 m  | 4      | 4    |
| Hasnaa Moubal    | Kugelstoßen F40  | 6,16 m  | 7      | 7    |
| Hayat El Garaa   | Kugelstoßen F41  | 6,97 m  | 7      | 7    |
| Youssra Karim    | Kugelstoßen F41  | 8,16 m  | 4      | 4    |
| Saida Amoudi     | Speerwerfen F34  | 14,24 m | 8      | 8    |

### Powerlifting (Bankdrücken)
| Athleten       | Wettbewerb | Ergebnis | Rang |
| -------------- | ---------- | -------- | ---- |
| Frauen         |            |          |      |
| Naima Elyousri | bis 67 kg  | NVL      | NVL  |

### Triathlon
| Athleten      | Klasse | Zeit      | Rang   |
| ------------- | ------ | --------- | ------ |
| Männer        |        |           |        |
| Mohamed Lahna | PT2    | 1:12:35 h | Bronze |